# Tweede Kamerverkiezingen 1856
De Tweede Kamerverkiezingen 1856 waren periodieke Nederlandse verkiezingen voor de Tweede Kamer der Staten-Generaal. Zij vonden plaats op 10 juni 1856.
Nederland was verdeeld in 38 kiesdistricten, waarin 68 leden van de Tweede Kamer gekozen werden. Een kiezer bracht evenveel stemmen uit als er afgevaardigden in zijn kiesdistrict gekozen werden. Om gekozen te worden moest een kandidaat minimaal de districtskiesdrempel behalen.
De verkiezingen werden gehouden vanwege het periodiek aftreden van 34 leden van de Tweede Kamer van wie de zittingstermijn afliep op 16 september 1856. In zeven kiesdistricten was een tweede verkiezingsronde benodigd tussen de twee hoogstgeplaatste (niet-direct gekozen) kandidaten uit de eerste ronde vanwege het niet-behalen van de districtskiesdrempel. Deze tweede ronde vond plaats op 24 juni 1856.

## Uitslag

### Opkomst
|                  | 1854   | 1854      | 1856   | 1856  |
| # stemmen        | %      | # stemmen | %      |       |
| ---------------- | ------ | --------- | ------ | ----- |
| Kiesgerechtigden | 76.958 |           | 80.975 |       |
| Niet opgekomen   | 37.925 | 49,28     | 41.511 | 51,26 |
| Opkomst          | 39.033 | 50,72     | 39.464 | 48,74 |

### Verkiezingsuitslag naar groepering
| Groepering                | Zetels | Zetels | Zetels | Zetels | Zetels | Zetels |
| Groepering                | 1854   | Af     | Bij    | 1856   | +/−    |        |
| ------------------------- | ------ | ------ | ------ | ------ | ------ | ------ |
| conservatieven            | 24/23  | 9      | 8      | 22     | −1     |        |
| thorbeckianen             | 18/19  | 9      | 11     | 21     | +2     |        |
| liberalen                 | 10/8   | 4      | 4      | 8      | 0      |        |
| antirevolutionairen       | 4/5    | 4      | 4      | 5      | 0      |        |
| conservatief-katholieken  | 4      | 1      | 1      | 4      | 0      |        |
| conservatief-liberalen    | 3/4    | 3      | 3      | 4      | 0      |        |
| conservatief-protestanten | 3      | 2      | 2      | 3      | 0      |        |
| gematigde liberalen       | 2/1    | 1      | 1      | 1      | 0      |        |
| vacature                  | -/1    | 1      | 0      | 0      | −1     |        |
| totaal                    | 68     | 34     | 34     | 68     | 0      |        |

### Gekozen leden
Bij deze verkiezingen werden 29 leden herkozen. De stemmingen voor de overige vijf vacatures hadden de volgende resultaten:
- in het kiesdistrict Deventer versloeg Johan Rudolph Thorbecke[10] (51,4%, thorbeckianen) het aftredende lid Carel Storm van 's Gravesande (44,3%, conservatief-liberalen);

- in het kiesdistrict 's-Gravenhage versloeg Willem Gevers Deynoot (54,6%, thorbeckianen) het aftredende lid Guillaume Groen van Prinsterer (45,4%, antirevolutionairen);

- in het kiesdistrict Leiden was in eerste instantie het aftredende lid Daniël Gevers van Endegeest (conservatieven) herkozen. Op 23 juni 1853 trad hij echter af - nog in de lopende zittingsperiode - vanwege zijn benoeming als bewindspersoon in het kabinet-Van der Brugghen. Er moest nu zowel in de vacature voor het resterende deel van de zittingsperiode (tot 17 september 1856) worden voorzien als in die voor de nieuwe zittingsperiode 1856-1860. Bij deze verkiezingen traden tal van complicaties op, zodat zij ongeldig werden verklaard[11]. Uiteindelijk werd Guillaume Groen van Prinsterer (antirevolutionairen) gekozen in de vacature voor de nieuwe zittingsperiode; de vacature voor het resterende deel van de lopende periode werd niet meer ingevuld;

- in het kiesdistrict Maastricht was in eerste instantie het aftredende lid Johan Rudolph Thorbecke (thorbeckianen) herkozen. Thorbecke was echter ook gekozen in het kiesdistrict Deventer, waaraan hij de voorkeur gaf[10]. Om in de ontstane vacature te voorzien werd een naverkiezing gehouden, waarbij Edmond van Wintershoven (thorbeckianen) gekozen werd;

- in het kiesdistrict Steenwijk versloeg Albertus Duymaer van Twist (55,0%, liberalen) het aftredende lid Jacob van Lennep (35,5%, conservatieven). Vanwege gezondheidsredenen besloot Duymaer van Twist zijn benoeming niet te aanvaarden. Om in de ontstane vacature te voorzien werd een naverkiezing gehouden, waarbij Carel Storm van 's Gravesande (conservatief-liberalen) gekozen werd.

De zittingsperiode van de Tweede Kamer ging in op 17 september 1856. De zittingstermijn van Tweede Kamerleden bedroeg vier jaar.